# Chenoa (énekesnő)
Chenoa (ered. María Laura Corradini Falomir, sz. Mar del Plata, Argentína, 1975. június 25.) argentin származású spanyol énekesnő. Első éveit Argentínában töltötte, majd családjával Spanyolországba, a Baleár-szigeteki Mallorcára költöztek, ahol jelenleg is él.
Énekesnőként 2002-ben az Operación Triunfo („Győzelem hadművelet” – a spanyol „Megasztár”) című spanyol tehetségkutató műsorban tűnt fel először. Még ugyanebben az évben kiadta első, Chenoa című szólólemezét. Azóta rendkívül sikeres Spanyolországban és Latin-Amerikában is. Eddig összesen hét nagylemezt készített.

## Diszkográfia
- 2002: Chenoa
- 2003: Mis canciones favoritas – „Kedvenc dalaim”
- 2003: Soy mujer – „Nő vagyok”
- 2005: Nada es igual – „Semmi sem egyforma”
- 2006: Contigo donde estés – „Veled, akárhol is vagy”
- 2007: Absurda cenicienta – „Abszurd hamupipőke”
- 2009: Desafiando la gravedad